# Primera División Femenina de España 2022-23
La temporada 2022-23 de la Primera División Femenina de España, también denominada por motivos de patrocinio con LaLiga, como Finetwork Liga F, fue la 35.ª edición de la Primera División Femenina de España de fútbol, y la primera con estatus profesional en su historia. El torneo lo organizó la Liga Profesional Femenina de Fútbol (LPFF), constituida a efecto en 2022 para su reconocimiento tras ser aprobado por el Consejo Superior de Deportes (CSD). La competición se inició en septiembre de 2022 y acabó el 21 de mayo de 2023.

## Sistema de competición
Como en temporadas anteriores, consta de un grupo único integrado por 16 equipos clubes de toda la geografía española. Siguiendo un sistema de liga, los clubes se enfrentan todos contra todos en dos ocasiones, una en campo propio y otra en campo contrario, sumando un total de 30 jornadas. El orden de los encuentros se decidió por sorteo antes de empezar la competición.
La clasificación final se establece teniendo en cuenta los puntos obtenidos en cada enfrentamiento, a razón de tres por partido ganado, uno por empate y ninguno en caso de derrota. Si al finalizar el campeonato dos equipos acaban iguales a puntos, los mecanismos para desempatar la clasificación, en orden de aplicación, son los siguientes:
Si el empate a puntos se produce entre dos clubes:
- El que tiene una mayor diferencia entre goles a favor y en contra en los enfrentamientos entre ambos.
- Si persiste el empate, se tiene en cuenta la diferencia de goles a favor y en contra en todos los encuentros del campeonato.

Si el empate a puntos se produce entre tres o más clubes, los sucesivos mecanismos de desempate son los siguientes:
- La mejor puntuación que a cada uno corresponde a tenor de los resultados de los partidos jugados entre sí por los clubes implicados.
- La mayor diferencia de goles a favor y en contra, considerando únicamente los partidos jugados entre sí por los clubes implicados.
- La mayor diferencia de goles a favor y en contra teniendo en cuenta todos los encuentros del campeonato.
- El mayor número de goles a favor teniendo en cuenta todos los encuentros del campeonato.

### Clasificación para competiciones internacionales
La UEFA otorga a la Liga española tres plazas de clasificación para la Liga de Campeones para la temporada 2023-24, distribuidas de la siguiente forma:
- El primero de la liga clasifica de forma directa a la fase de grupos de la Liga de Campeones.
- El segundo clasificado, disputará la ronda 2 de clasificación de la Liga de Campeones.
- El tercer clasificado, disputará la ronda 1 de clasificación de la Liga de Campeones.

En el caso en el que un equipo de la competición gane la Liga de Campeones, se le otorga una plaza para disputar la siguiente edición desde la fase de grupos. En caso de que dicho equipo ya hubiese obtenido esa misma plaza a través de la Liga, no se le concede la plaza reservada de campeón. En cambio, si dicho equipo obtuvo una plaza que le obliga comenzar desde una ronda anterior, entonces sí recibe la plaza reservada al campeón. En cualquier caso, la plaza sobrante nunca pasa al siguiente clasificado de la liga, sino que va a otra federación nacional.

## Equipos participantes
Un total de 16 equipos disputan la Liga de Primera Iberdrola, que provienen de diversas ubicaciones geográficas de España:
| N.° | Comunidad autónoma   | Equipos                                                 |
| --- | -------------------- | ------------------------------------------------------- |
| 3   | Andalucía            | Sporting de Huelva, Real Betis y Sevilla F. C.          |
| 3   | Comunidad de Madrid  | Atlético de Madrid, Madrid C. F. F. y Real Madrid C. F. |
| 3   | Comunidad Valenciana | Levante U. D., Valencia C. F. y Villarreal C. F.        |
| 3   | País Vasco           | Deportivo Alavés, Athletic Club y Real Sociedad         |
| 2   | Cataluña             | F. C. Barcelona y F. C. Levante Las Planas              |
| 1   | Región de Murcia     | Alhama C. F.                                            |
| 1   | Islas Canarias       | U. D. G. Tenerife                                       |

### Ascensos y descensos
Sumados a los equipos que no descendieron en la Primera División Femenina de España 2021-22, aquellos que se clasificaron de la posición 14.º, se suman los dos clasificados de la Segunda División Femenina de España 2021-22 ganadores de los grupos de clasificación Norte y Sur.
| Pos. | Descendidos a 2.ª División |
| ---- | -------------------------- |
| 15.º | S. D. Eibar                |
| 16.º | Rayo Vallecano             |

| Pos.      | Ascendidos de 2.ª División |
| --------- | -------------------------- |
| 1.º Norte | Levante Las Planas         |
| 1.º Sur   | Alhama C. F.               |

### Información de los equipos
| Equipo                   | Ciudad              | Entrenador             | Estadio                          | Aforo | Proveedor         | Patrocinador        |
| ------------------------ | ------------------- | ---------------------- | -------------------------------- | ----- | ----------------- | ------------------- |
| Alhama C. F.             | Alhama de Murcia    | Randri García          | Deportivo del Guadalentín        | 1.500 | Joma              | ElPozo              |
| Athletic Club            | Bilbao              | Iraia Iturregi         | Instalaciones de Lezama          | 3.200 | New Balance       | Euskaltel           |
| Atlético de Madrid       | Madrid              | Manolo Cano            | C. D. Wanda Alcalá de Henares    | 2.700 | Nike              | Herbalife Nutrition |
| Deportivo Alavés         | Vitoria             | Mikel Crespo           | C. D. José Luis Compañón         | 2.000 | Puma              | Ingevel             |
| F. C. Barcelona          | Barcelona           | Jonatan Giráldez       | Estadio Johan Cruyff             | 6.000 | Nike              | Spotify             |
| F. C. Levante Las Planas | San Juan Despí      | Ferran Cabello         | Municipal Las Planas             | 1.000 | Hummel            |                     |
| Levante U. D.            | Valencia            | Ángel Villacampa       | Ciudad Deportiva de Buñol        | 3.000 | Macron            |                     |
| Madrid C. F. F.          | Madrid              | Víctor Alba Martín     | José Luis de la Hoz-Matapiñonera | 3.000 | Adidas            | Thermor             |
| Real Betis               | Sevilla             | Juan Carlos Amorós     | C. D. Luis del Sol               | 1.300 | Hummel            | Eternal Energy      |
| Real Madrid C. F.        | Madrid              | Alberto Toril          | Alfredo Di Stéfano               | 6.000 | Adidas            | Emirates            |
| Real Sociedad            | San Sebastián       | Natalia Arroyo         | Instalaciones de Zubieta         | 2.500 | Macron            | Cazoo               |
| Sevilla F. C.            | Sevilla             | Cristian Toro          | Estadio Jesús Navas              | 7.500 | Castore           |                     |
| Sporting de Huelva       | Huelva              | Antonio Toledo         | Campo del C.D. Lamiya            | 1.500 | Bandera de España | Huelva original     |
| U. D. G. Tenerife        | Granadilla de Abona | Francis Díaz           | Municipal La Palmera             | 3.000 | Hummel            | Tenerife!           |
| Valencia C. F.           | Valencia            | Andrea Esteban Catalán | Estadio Antonio Puchades         | 2.250 | Puma              | Cazoo               |
| Villarreal C. F.         | Villarreal          | Sara Monforte          | C. D. del Villarreal C. F.       | 5.000 | Joma              | Pamesa Cerámica     |

### Árbitras
Las árbitras de cada partido fueron designadas por una comisión creada para tal objetivo e integrada por representantes de la LFP y la RFEF. En la temporada 2022/23, las colegiadas de la categoría serán las siguientes:
1. Ainara Andrea Acevedo Dudley
2. Alicia Espinosa Ríos
3. Amy Peñalver Pearce
4. Arantza Gallastegui Pérez
5. Beatriz Arregui Gamir
6. Beatriz Cuesta Arribas
7. Elia María Martínez Martínez
8. Elena Peláez Arnillas
9. Elisabeth Calvo Valentín
10. María Dolores Martínez Madrona
11. María Eugenia Gil Soriano
12. María Planes Terol
13. Marta Frías Acedo
14. Marta Huerta de Aza
15. Olatz Rivera Olmedo
16. Paola Cebollada López
17. Patricia Luna Varo
18. Raquel Suárez González
19. Sara Fernández Ceferino
20. Xiomara Díaz García
21. Ylenia Sánchez Miguel
22. Zulema González González

## Clasificación
| Pos. | Equipo                | Pts. | PJ | G  | E  | P  | GF  | GC | Dif. | Clasificación 2023-24                      |
| ---- | --------------------- | ---- | -- | -- | -- | -- | --- | -- | ---- | ------------------------------------------ |
| 1    | FC Barcelona (C)      | 85   | 30 | 28 | 1  | 1  | 118 | 10 | +108 | Fase de grupos de la Liga de Campeones     |
| 2    | Real Madrid CF        | 75   | 30 | 24 | 3  | 3  | 80  | 25 | +55  | Fase previa "Ronda 2" la Liga de Campeones |
| 3    | Levante UD            | 66   | 30 | 21 | 3  | 6  | 80  | 34 | +46  | Fase previa "Ronda 1" la Liga de Campeones |
| 4    | Atlético de Madrid    | 57   | 30 | 16 | 9  | 5  | 54  | 35 | +19  |                                            |
| 5    | Madrid CFF            | 56   | 30 | 17 | 5  | 8  | 65  | 48 | +17  |                                            |
| 6    | UDG Tenerife          | 40   | 30 | 11 | 7  | 12 | 35  | 44 | −9   |                                            |
| 7    | Sevilla FC            | 40   | 30 | 10 | 10 | 10 | 45  | 44 | +1   |                                            |
| 8    | Real Sociedad         | 39   | 30 | 10 | 9  | 11 | 54  | 50 | +4   |                                            |
| 9    | Valencia CF           | 37   | 30 | 11 | 4  | 15 | 36  | 55 | −19  |                                            |
| 10   | Athletic Club         | 35   | 30 | 10 | 5  | 15 | 34  | 44 | −10  |                                            |
| 11   | FC Levante Las Planas | 26   | 30 | 6  | 8  | 16 | 24  | 61 | −37  |                                            |
| 12   | Real Betis            | 25   | 30 | 6  | 7  | 17 | 26  | 62 | −36  |                                            |
| 13   | Sporting de Huelva    | 25   | 30 | 6  | 7  | 17 | 24  | 54 | −30  |                                            |
| 14   | Villarreal CF         | 23   | 30 | 5  | 8  | 17 | 27  | 65 | −38  |                                            |
| 15   | Alhama CF ElPozo (D)  | 21   | 30 | 5  | 6  | 19 | 24  | 57 | −33  | Descenso a la Primera Federación           |
| 16   | Deportivo Alavés (D)  | 21   | 30 | 5  | 6  | 19 | 35  | 73 | −38  | Descenso a la Primera Federación           |

Actualizado a los partidos jugados el 22 de mayo de 2023.
 Fuente: laliga.com

## Datos y estadísticas

### Máximas goleadoras
Al finalizar la temporada, la máxima goleadora de la competición recibe el Trofeo Pichichi y la máxima goleadora española recibe el Trofeo Zarra.
| Pos. | Jugadora               | Equipo             | Goles | Part. | Prom. |
| ---- | ---------------------- | ------------------ | ----- | ----- | ----- |
| 1    | Alba Redondo           | Levante            | 28    | 30    | 0.93  |
| 2    | Racheal Kundananji     | Madrid             | 25    | 29    | 0.86  |
| 3    | Asisat Oshoala         | Barcelona          | 21    | 28    | 0.75  |
| 4    | Caroline Weir          | Real Madrid        | 19    | 28    | 0.68  |
| 5    | Esther González        | Real Madrid        | 16    | 27    | 0.59  |
| 6    | Mayra Ramírez          | Levante            | 14    | 27    | 0.52  |
| 7    | Sheila Guijarro        | Villarreal         | 13    | 29    | 0.45  |
| 8    | Irina Uribe            | Levante Las Planas | 12    | 29    | 0.41  |
| =    | Amaiur Sarriegi        | Real Sociedad      | 12    | 30    | 0.4   |
| =    | Cristina Martín-Prieto | Sevilla            | 12    | 30    | 0.4   |
| 11   | Caroline Graham Hansen | Barcelona          | 11    | 13    | 0.85  |
| =    | Salma Paralluelo       | Barcelona          | 11    | 18    | 0.61  |
| 13   | Claudia Pina           | Barcelona          | 10    | 22    | 0.45  |
| =    | Aitana Bonmatí         | Barcelona          | 10    | 23    | 0.43  |

Fuente: Liga F. Actualizado al último partido de la jornada 30 disputado el 21 de mayo de 2023.

### Máximas asistentes
La siguiente tabla muestra el ranking de máximas asistentes de la competición:
| Pos. | Jugadora               | Equipo        | Asist. | Part. | Prom. |
| ---- | ---------------------- | ------------- | ------ | ----- | ----- |
| 1    | Caroline Weir          | Real Madrid   | 12     | 28    | 0.43  |
| =    | Nerea Eizagirre        | Real Sociedad | 12     | 29    | 0.38  |
| 3    | Mayra Ramírez          | Levante       | 11     | 27    | 0.41  |
| 4    | Aitana Bonmatí         | Barcelona     | 10     | 23    | 0.43  |
| 5    | Nataša Andonova        | Levante       | 9      | 27    | 0.33  |
| 6    | Fridolina Rolfö        | Barcelona     | 8      | 21    | 0.38  |
| =    | Claudia Pina           | Barcelona     | 8      | 22    | 0.36  |
| =    | Patri Guijarro         | Barcelona     | 8      | 28    | 0.29  |
| 9    | Aida Esteve            | Madrid        | 7      | 23    | 0.3   |
| =    | Ana-Maria Crnogorčević | Barcelona     | 7      | 29    | 0.24  |

Fuente: Liga F. Actualizado al último partido de la jornada 30 disputado el 21 de mayo de 2023.